# Quebrada de la vaca - Puerto Inca
 (novembre 2019).
Pour les articles homonymes, voir Quebrada.

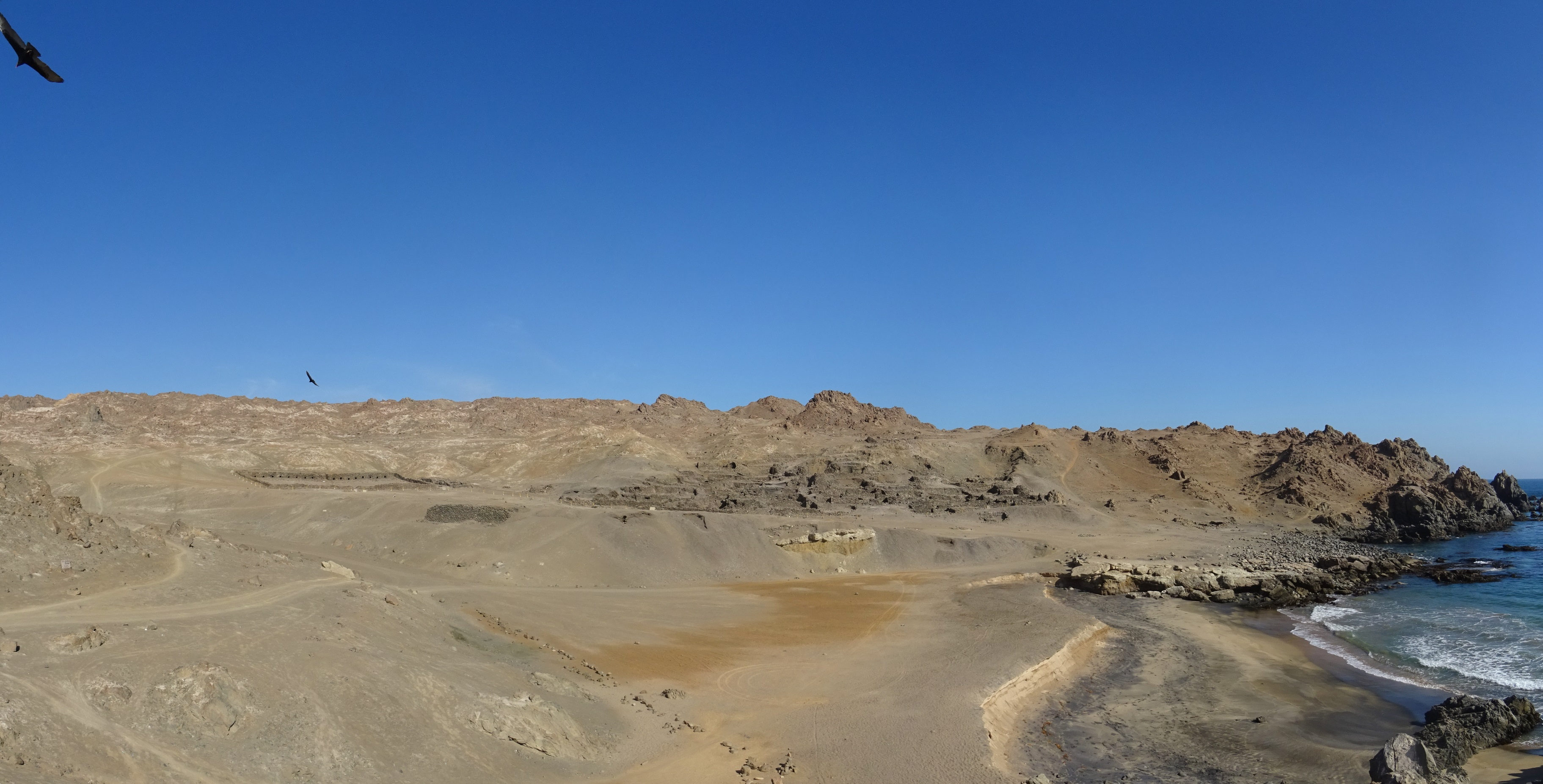
Panorama de l'allée à l'ouest

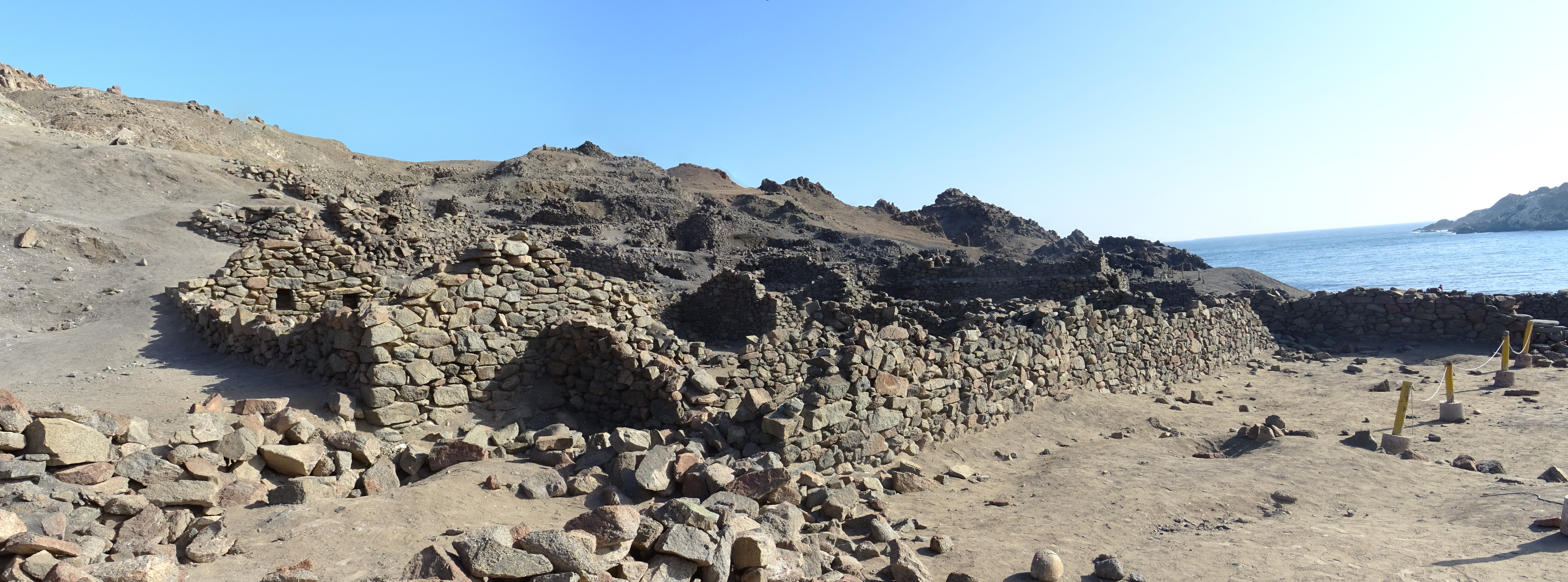
Ruines d'habitations

Quebrada de la vaca (nom officiel, après la vallée sèche dans laquelle le site est situé) ou communément Puerto Inca, est un site archéologique situé près de la ville de Chala, dans le département d'Arequipa au Pérou. Les installations sont accessibles par une route non goudronnée, quittant la Route panaméricaine en direction du complexe hôtelier Puerto Inka .
À l'époque de l'Empire inca, les poissons, les fruits de mer et les algues ont été séchés, stockés et transportés via le système de routes bien développé des Incas vers la capitale, Cuzco, et d'autres lieux du vaste complexe.
Sur la colline partiellement en terrasse, outre les murs extérieurs d'un bâtiment de production, de nombreuses fosses de stockage à parois de pierre (Colca) ont été préservées. En outre, on peut voir les murs extérieurs d’entrepôts ou de bâtiments résidentiels  et les fondations d’autres bâtiments.
Des vestiges de peuplement d'au moins trois périodes ont été détectés, dont les plus âgés ont environ 4000 ans et sont donc datés de la période précéramique bien avant la culture Inca.